# Carcelia aurata
Carcelia aurata är en tvåvingeart som beskrevs av Townsend 1927. Carcelia aurata ingår i släktet Carcelia och familjen parasitflugor. Inga underarter finns listade i Catalogue of Life.